# Daniela Raimondi
Daniela Raimondi (Sermide, ...) è una scrittrice italiana.

## Biografia
Daniela Raimondi è nata a Sermide, in provincia di Mantova. In tenera età emigrò con la famiglia a Viggiù, vicino al confine con la Svizzera; e si trasferì poi nel Regno Unito, dove si sposò e insegnò per molti anni l'italiano. È tornata in Italia per motivi famigliari e ha pubblicato una decina di libri di poesie prima di uscire, nel 2020, col suo primo romanzo, La casa sull'argine, pubblicato dall'Editrice Nord e diventato presto un best seller, seguito nel 2023 da Il primo sole dell'estate, che ne riprende diversi personaggi.

## Opere

### Poesia
- Daniela Raimondi, Tessere piano un tempo nuovo, Piombino, Il foglio, 2000.
- Daniela Raimondi, Dea profana, Siracusa, Associazione culturale I siracusani, 2001.
- Daniela Raimondi, Distanza, Edizioni del Cenacolo, 2002.
- Daniela Raimondi, Ellissi, collana Il Caprifoglio, Empoli, Ibiskos, 2004, ISBN 88-7519-060-7.
- Daniela Raimondi, Inanna, collana Le nuvole 125, Faenza, Mobydick, 2006, ISBN 88-8178-346-0.
- Daniela Raimondi, Mitologie private, Marina di Massa, Edizioni Clandestine, 2007, ISBN 978-88-95720-00-5.
- Daniela Raimondi, Entierro: monologo in versi, collana Le nuvole 147, Faenza, Mobydick, 2009, ISBN 978-88-8178-423-3.
- Daniela Raimondi, La regina di Ica, collana La porta delle lingue 28, Rovigo, Il ponte del sale, 2012, ISBN 978-88-89615-45-4.
- Daniela Raimondi, Diario della luce, con CD allegato, collana L'immaginario 26, Faenza, Mobydick, 2011, ISBN 978-88-8178-460-8.
- Daniela Raimondi, Distanza, Rende, CFR, 2014, ISBN 978-88-98677-18-4.
- Daniela Raimondi, Maria di Nazareth, postfazione di Ivan Fedeli, AltreScritture 76, Pasturana, Puntoacapo, 2015, ISBN 978-88-6679-041-9.
- Daniela Raimondi, I fuochi di Manikarnica: Mappe di viaggi, di luoghi e di popoli, Londra, Lingua Viva Publications, 2017, ISBN 9781973514169.
- Daniela Raimondi, La stanza in cima alle scale, Torino, Aragno, 2018, ISBN 9781973514169.
- Ornella Fiorini e Daniela Raimondi, Furestér, con CD allegato, collana Altrelingue, Pasturana, Puntoacapo Editrice, 2021, ISBN 978-88-6679-199-7.

### Narrativa
- Daniela Raimondi, La casa sull'argine: la saga della famiglia Casadio, collana Narrativa, n. 801, Milano, Nord, 2020, ISBN 978-88-429-3290-1.
- Daniela Raimondi, Il primo sole dell'estate, collana Narrativa, Milano, Nord, 2023, ISBN 9788842935414.

## Riconoscimenti
- 2006: Premio Il Fiore[6]
- 2006: Premio letterario internazionale Santa Barbara[7]
- 2010: Premio Guido Gozzano[8]
- 2013: Premio internazionale Mario Luzi[9]
- 2018: Premio Internazionale di Letteratura Città di Como[10]
- 2019: Premio nazionale di Poesia La Gorgone d'oro[11]
- 2021: Premio di Poesia Città di Legnano - Giuseppe Tirinnanzi[12]